# Hypodermina nervisequa
Hypodermina nervisequa är en svampart som först beskrevs av Heinrich Friedrich Link, och fick sitt nu gällande namn av Franz Xaver von Höhnel 1916. Hypodermina nervisequa ingår i släktet Hypodermina, ordningen Diaporthales, klassen Sordariomycetes, divisionen sporsäcksvampar och riket svampar.   Inga underarter finns listade i Catalogue of Life.